# Battus ingenuus
Battus ingenuus är en fjärilsart som först beskrevs av Dyar 1907.  Battus ingenuus ingår i släktet Battus och familjen riddarfjärilar. Inga underarter finns listade i Catalogue of Life.

## Bildgalleri

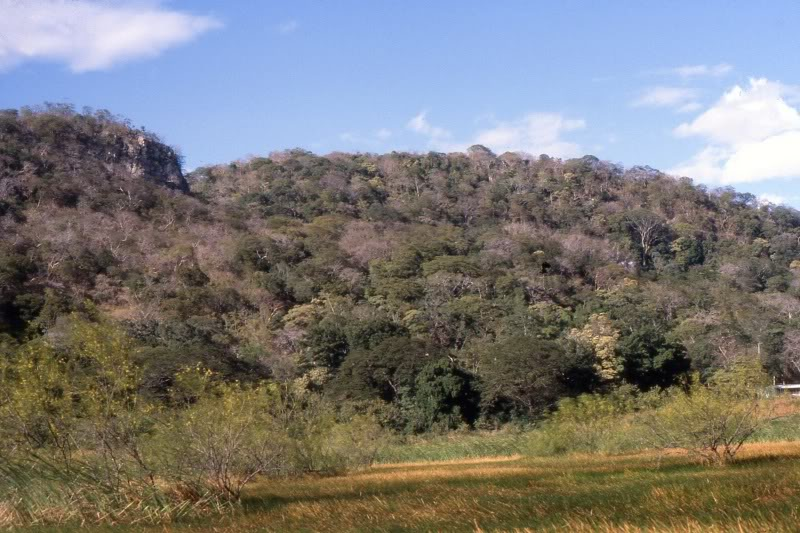